# Pancsin–Jingkou nagysebességű vasútvonal
A Pancsin–Jingkou nagysebességű vasútvonal (egyszerűsített kínai írással: 盘营客运专线; tradicionális kínai írással: 盤營客運專線; pinjin: pányíng kèyùn zhuānxiàn) egy kétvágányú, 25 kV 50 Hz-cel villamosított nagysebességű vasútvonal Kínában Pancsin és Jingkou között. Teljes hossza 89,422 km, a legkisebb ívsugár 5500 méter. Az építkezés 2009 május 31-én kezdődött, a megengedett legnagyobb sebesség 350 km/h. A projekt költsége 127,86 milliárd jüan. A vonal része a Peking–Harbin nagysebességű vasútvonalnak.  A vasútvonal 2013. szeptember 12-én nyílt meg.